# Hebeloma minus
Hebeloma minus är en svampart som tillhör divisionen basidiesvampar, och som beskrevs av Bruchet. Hebeloma minus ingår i släktet fränskivlingar, och familjen buktryfflar. Arten är reproducerande i Sverige.